# Rejon kułundiński
Rejon kułundiński (ros. Кулундинский  район) – rejon na terenie wchodzącego w skład Rosji syberyjskiego Kraju Ałtajskiego
Rejon leży w zachodniej części Kraju Ałtajskiego i ma powierzchnię 1,98 tys. km². Na jego obszarze żyje ok. 20,5 tys. osób; całość populacji stanowi ludność wiejska, gdyż w skład tej jednostki podziału terytorialnego nie wchodzi żadne miasto. Ludność rejonu zamieszkuje w 35 wsiach, spośród których największą jest Kułunda, licząca ok. 15,5 tys. mieszkańców (2003 r.), tj. ok. 3/4 całej populacji rejonu; Kułunda stanowi też jego ośrodek administracyjny.
Rejon kułundiński został utworzony w 1938 r.